# Сомерсеты
Сомерсеты (англ. House of Somerset) — английский дворянский род, известный со второй половины XV века, побочная ветвь рода Бофортов, который, в свою очередь, сам был побочной ветвью английской королевской династии Ланкастеров. Таким образом, Сомерсеты по мужской линии являются потомками короля Генриха II Плантагенета.
Родоначальником Сеймуров был Чарльз Сомерсет, незаконнорождённый сын Генри Бофорта, 3-го герцога Сомерсета, получивший в 1492 году посредством брака титул барона Герберта, а в 1514 году титул 1-го графа Вустера. Позже представители рода получили титулы маркиза Вустера и герцога Бофорт.
Существует также младшая ветвь рода, представители которой носят титул барона Реглана.

## История

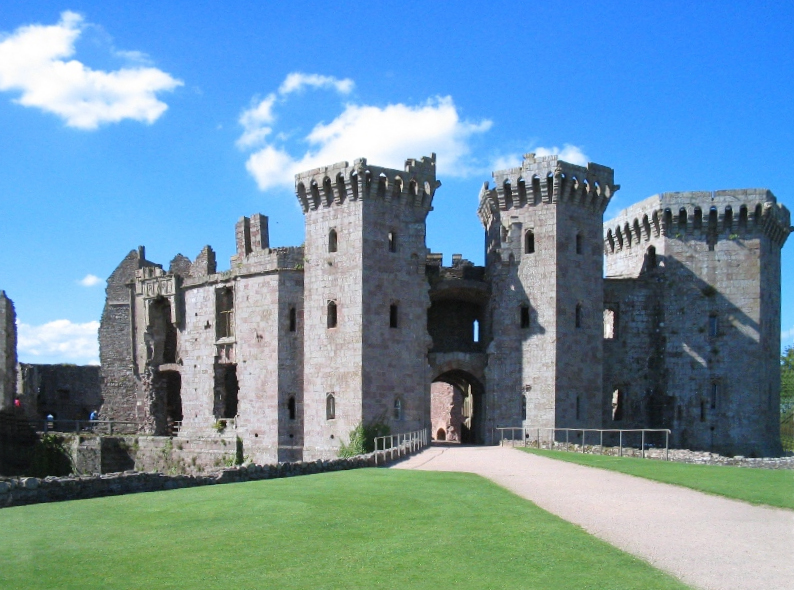
Замок Раглан в Монмутшире, основная резиденция, в которой графы Вустер, маркизы Вустер и герцоги Бофорты жили до конца XVII века

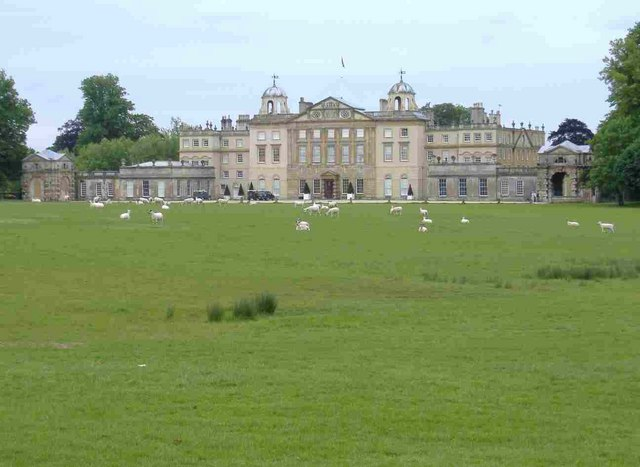
Бадминтон-хаус — основная резиденция герцогов Бофорт с конца XVII века

Родоначальником Сомерсетов был Чарльз Сомерсет, незаконнорождённый сын Генри Бофорта, 3-го герцога Сомерсета, от любовницы Джоан Хилл. Он был двоюродным братом Генриха VII, который, став королём Англии, в 1492 году женил своего родственника на Елизавете Герберт, 3-й баронессе Герберт, благодаря чему получил ряд владений в Уэльсе. Генриха VIII в 1509 году сделал Генри лордом-камергером — номинальным главой английского королевского двора, а 1 февраля 1514 года присвоил ему титул графа Вустера.
Один из потомков Чарльза, Генри Сомерсет, 5-й граф Вустер, в 1643 году получил титул 1-го маркиза Вустера, а внук Генри, Генри Сомерсет, 3-й маркиз Вустер в 1682 году получил титул герцога Бофорта. В 1803 году Генри Сомерсет, 5-й герцог Бофорт унаследовал ещё титул барона Ботетура.
Старшая ветвь рода угасла в 1984 году после смерти бездетного Генри Хью Артура Фицроя Сомерсета, 10-го герцога Бофорта. В результате титулы барона Герберта и барона Ботетура перешли в состояние ожидания. Титулы же герцога Бофорта, маркиза Вустера и графа Вустера не могли быть унаследованы по женской линии, поэтому они перешли к ближайшему родственнику по мужской линии — Дэвидe Роберту Сомерсету — правнуку Сомерсет, Генри (1849—1932), второго сына Генри Чарльза Фицроя Сомерсета, 8-го герцога Бофорта. В настоящий момент титул герцога Бофорта носит его сын, Генри Джон Фицрой Сомерсет, 12-й герцог Бофорт, 14-й маркиз Вустер и 18-й граф Вустер.
В настоящее время существует также ветвь баронов Реглан. Её родоначальником был фельдмаршал Фицрой Джеймс Генри Сомерсет, сын Генри Сомерсета, 5-го герцога Бофорта, получивший в 1852 году титул 1-го барона Реглана. В настоящий момент носителем титула является Джеффри Сомерсет (род. 29 августа 1932), 6-й барон Реглан..

## Известные представители рода
Графы Вустер (пэрство Англии)
- Чарльз Сомерсет (ок. 1450 — 15 апреля 1526), барон Герберт (по праву жены) ок. 1503 — 1509/1513, 1-й граф Вустер с 1514, лорд-камергер английского двора с 1509, незаконнорожденный сын Генри Бофорта, 3-го герцога Сомерсета[1][12].
- Генри Сомерсет (ок. 1496 — 26 ноября 1548), 4-й барон Герберт с 1509/1513, 2-й граф Вустер с 1526, сын предыдущего[13].
- Уильям Сомерсет (ок. 1527 — 21 февраля 1589), 3-й граф Вустер и 5-й барон Герберт с 1548, сын предыдущего[14].
- Эдвард Сомерсет (ок. 1550 — 3 марта 1628), 4-й граф Вустер и 6-й барон Герберт с 1589, сын предыдущего[15].

Маркизы Вустер (пэрство Англии)
- Генри Сомерсет (1576/1577 — 18 декабря 1646), 5-й граф Вустер и 7-й барон Герберт с 1628, 1-й маркиз Вустер с 1643, сын предыдущего[2].
- Эдуард Сомерсет (ок. 9 марта 1603 — 3 апреля 1667), 2-й маркиз Вустер, 6-й граф Вустер и 8-й барон Герберт с 1646 сын предыдущего[16].
- Чарльз Сомерсет (декабрь 1660 — 13 июля 1698), лорд Герберт в 1660—1682, маркиз Вустер с 1682, брат предыдущего[17].

Герцоги Бофорт (пэрство Англии)

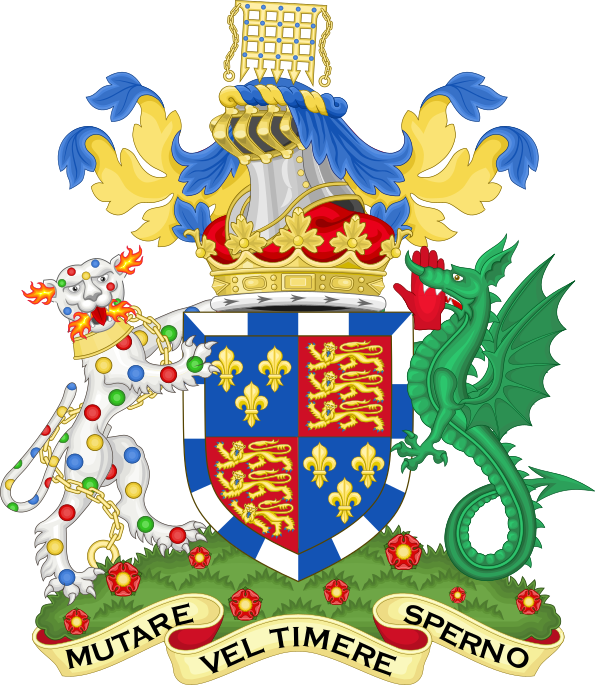
Герб герцогов Бофорт

- Генри Сомерсет (ок. 1629 — 21 января 1700), 3-й маркиз Вустер, 7-й граф Вустер и 9-й барон Герберт с 1667, 1-й герцог Бофорт с 1682, сын Эдуарда Сомерсета, 2-го маркиза Вустера[18].
- Генри Сомерсет (2 апреля 1684 — 24 мая 1714), 2-й герцог Бофорт, 4-й маркиз Вустер, 8-й граф Вустер и 10-й барон Герберт с 1700, внук предыдущего, сын Чарльза Сомерсета, маркиза Вустера[19].
- Генри Сомерсет (Скудамор) (26 марта 1707 — 24 февраля 1745), 3-й герцог Бофорт, 5-й маркиз Вустер, 9-й граф Вустер и 11-й барон Герберт с 1714, сын предыдущего[20].
- Чарльз Ноуэл Сомерсет (12 сентября 1709 — 28 октября 1756), 4-й герцог Бофорт, 6-й маркиз Вустер, 10-й граф Вустер и 12-й барон Герберт с 1745, брат предыдущего[21].
- Генри Сомерсет (16 октября 1744 — 11 октября 1803), 5-й герцог Бофорт, 7-й маркиз Вустер, 11-й граф Вустер и 13-й барон Герберт с 1756, 5-й барон Ботетур с 1803, сын предыдущего[4].
- Генри Чарльз Сомерсет (22 декабря 1766 — 23 ноября 1835), 6-й герцог Бофорт, 8-й маркиз Вустер, 12-й граф Вустер, 14-й барон Герберт и 6-й барон Ботетур с 1803, сын предыдущего[22].
- Генри Сомерсет (5 февраля 1792 — 17 ноября 1853), 7-й герцог Бофорт, 9-й маркиз Вустер, 13-й граф Вустер, 15-й барон Герберт и 7-й барон Ботетур с 1835, сын предыдущего[23].
- Генри Чарльз Фицрой Сомерсет (1 февраля 1824 — 30 апреля 1899), 8-й герцог Бофорт, 10-й маркиз Вустер, 14-й граф Вустер, 16-й барон Герберт и 8-й барон Ботетур с 1853, сын предыдущего[24].
- Генри Адельберт Веллингтон Фицрой Сомерсет (19 мая 1847 — 24 ноября 1924), 9-й герцог Бофорт, 11-й маркиз Вустер, 15-й граф Вустер, 17-й барон Герберт и 9-й барон Ботетур с 1899, сын предыдущего[25].
- Генри Хью Артур Фицрой Сомерсет (4 апреля 1900 — 5 февраля 1984), 10-й герцог Бофорт, 12-й маркиз Вустер, 16-й граф Вустер, 18-й барон Герберт и 10-й барон Ботетур с 1924, сын предыдущего[7].
- Дэвид Роберт Сомерсет (23 февраля 1928 — 16 августа 2017), 11-й герцог Бофорт, 13-й маркиз Вустер и 17-й граф Вустер с 1984, правнук Генри Сомерсета, 2-го сына 8-го герцога Бофорта[8].
- Генри Джон Фицрой Сомерсет (род. 22 мая 1952), 12-й герцог Бофорт, 14-й маркиз Вустер и 18-й граф Вустер с 2017, сын предыдущего[9].

Виконты Сомерсет (пэрство Ирландии)
- Томас Сомерсет[англ.] (после 1578 — 1650), 1-й виконт Сомерсет с 1626, сын Эдварда Сомерсета, 4-го графа Вустера[26].

Бароны Реглан (пэрство Соединённого королевства)

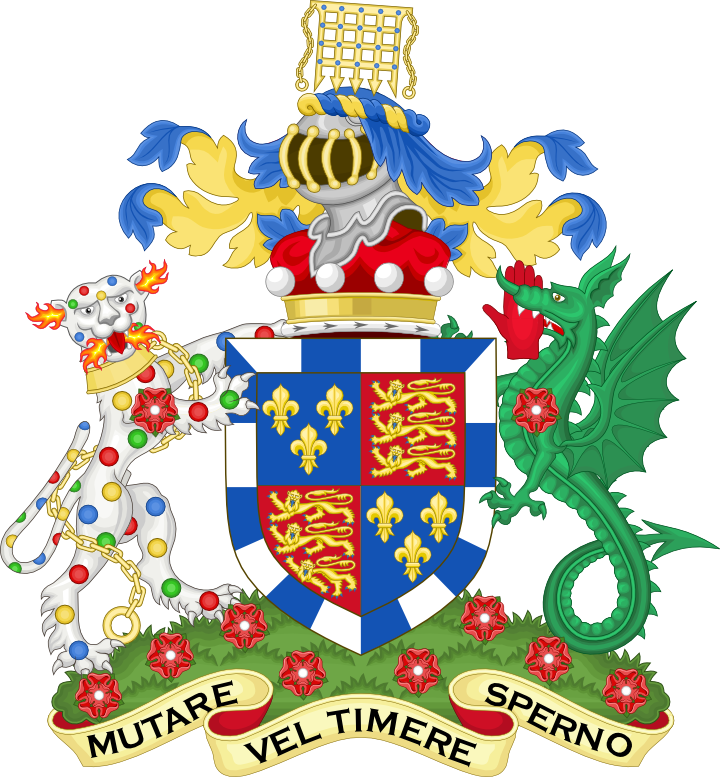
Герб баронов Реглан

- Фицрой Джеймс Генри Сомерсет (30 сентября 1788 — 28 июня 1855), 1-й барон Реглан с 1852, фельдмаршал с 1854, сын Генри Сомерсета, 5-го герцога Бофорта[27].
- Ричард Генри Фицрой Сомерсет[англ.] (24 мая 1817 — май 1884), 2-й барон Реглан с 1855, сын предыдущего[28].
- Джордж Фицрой Генри Сомерсет[англ.] (18 сентября 1857 — 24 октября 1921), 3-й барон Реглан с 1884, сын предыдущего[29].
- Фицрой Ричард Сомерсет[англ.] (10 июня 1885 — 14 сентября 1964), 4-й барон Реглан с 1921, сын предыдущего[30].
- Фицрой Джон Сомерсет[англ.] (8 ноября 1927 — 24 января 2010), 5-й барон Реглан с 1964, сын предыдущего[31].
- Джеффри Сомерсет (род. 29 августа 1932), 6-й барон Реглан с 2010, брат предыдущего[11].